# После биоскопа
„После биоскопа” је југословенски ТВ филм из 1960. године. Режирао га је Јанез Шенк а сценарио је написао Миодраг Ђурђевић

## Улоге
| Глумац       | Улога |
| ------------ | ----- |
| Љуба Тадић   |       |
| Јелена Жигон |       |